# Semelinang Darat
Semelinang Darat is een bestuurslaag in het regentschap Indragiri Hulu van de provincie Riau, Indonesië. Semelinang Darat telt 1711 inwoners (volkstelling 2010).